# Estação Goya
Goya é uma estação da Linha 2 e Linha 4 do Metro de Madrid (España).

## História
As plataformas da linha 2 foram inauguradas em 14 de junho de 1924 e colocadas em serviço dois dias depois, duas delas fazendo parte do primeiro trecho da linha entre as estações Sol e Ventas. Em 17 de setembro de 1932, a linha ramificou-se, criando a seção Goya-Diego de León, de modo que, de todos os trens que chegavam a essa estação, metade circulava para Ventas e a outra metade para Diego de León.
Em 23 de março de 1944, foi inaugurada a primeira seção da linha 4, entre as estações de Argüelles e Goya.

## Entradas
Acesso Conde de Peñalver
- Conde de Peñalver, pares C/ Conde de Peñalver, 2 (esquina com Calle de Alcalá
- Conde de Peñalver, impares Calle de Goya, 89 (esquina C/ Conde de Peñalver, 1)
- Elevador Calle de Goya, 87. Acesso a Linha 4 direção Pinar de Chamartín

Vestíbulo Felipe II

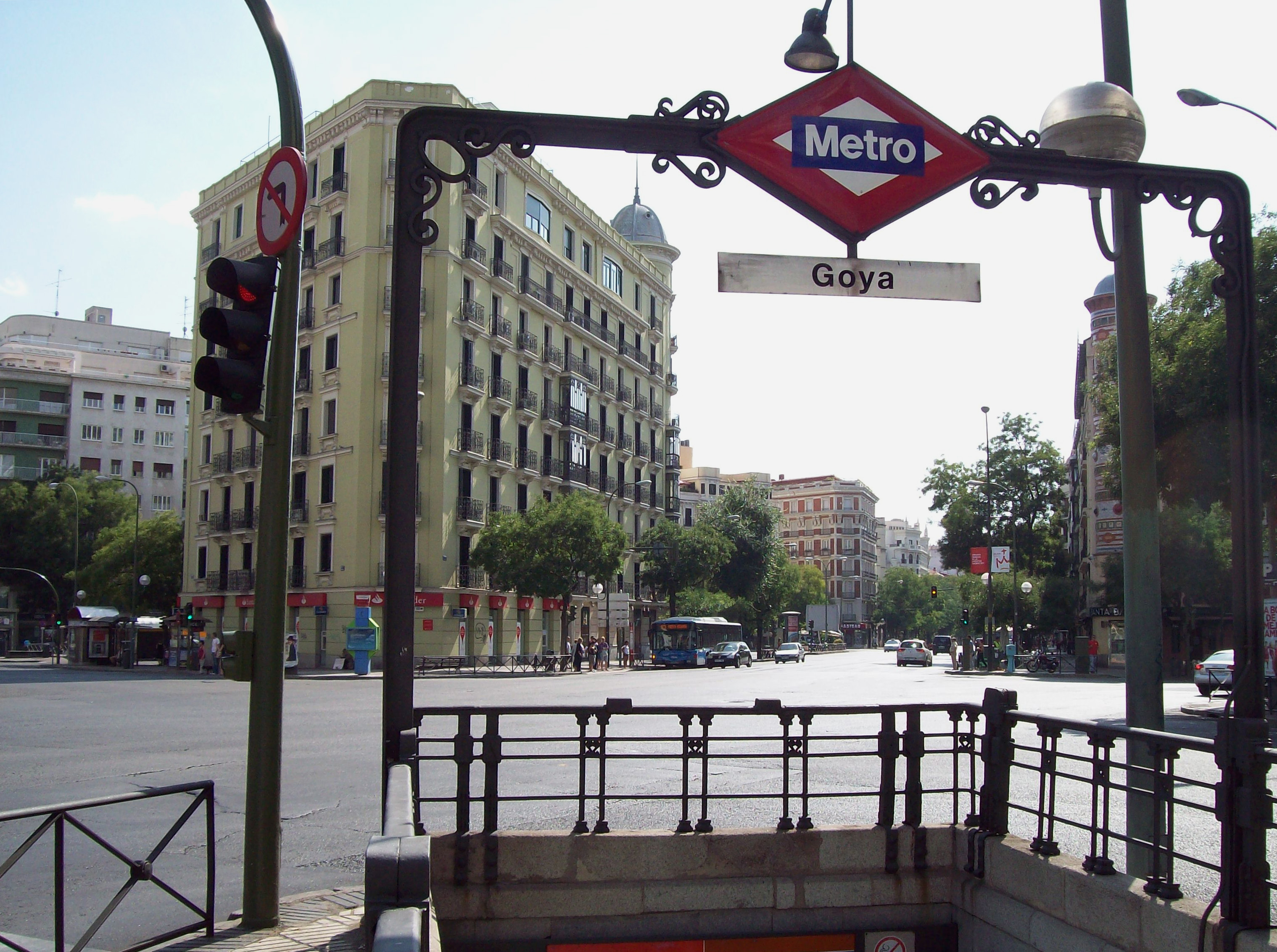
Acceso Conde de Peñalver, pares en C/ Conde de Peñalver, 2

- Felipe II, pares Avda. Felipe II, 12. Para Palacio de Deportes de la Comunidad de Madrid
- Felipe II, impares Avda. Felipe II, 1
- Elevadorr Avenida Felipe II, 1 (esquina com Calle de Alcalá). Acesso a Línhaa 2 direção Cuatro Caminos

Vestíbulo General Díaz Porlier
- General Díaz Porlier Calle de Goya, 62 (esquina com General Díaz Porlier)
- Elevador Calle General Díaz Porlier, 3. Acesso a Línha 2 direçãoLas Rosas e Línha 4 direção Argüelles
- Centro Comercial aberto conforme horário de funcionamento do Centro Comercial Entrada a El Corte Inglés - Edificio Hogar (planta Sótano 1) e no salão do Acesso General Díaz Porlier.